# Конехос (округ)
Коне́хос (англ. Conejos County) — округ в штате Колорадо, США. Официально образован в 1861 году. По состоянию на 2010 год, численность населения составляла 8 256 человек.

## География
По данным Бюро переписи США, общая площадь округа равняется 3 343,693 км2, из которых 3 333,333 км2 суша и 9,324 км2 или 0,300 % это водоёмы.

## Население
По данным переписи населения 2000 года в округе проживает 8 400 жителей в составе 2 980 домашних хозяйств и 2 211 семей. Плотность населения составляет 3,00 человека на км2. На территории округа насчитывается 3 886 жилых строений, при плотности застройки около 1,00-го строения на км2. Расовый состав населения: белые — 72,76 %, афроамериканцы — 0,21 %, коренные американцы (индейцы) — 1,69 %, азиаты — 0,15 %, гавайцы — 0,07 %, представители других рас — 21,50 %, представители двух или более рас — 3,61 %. Испаноязычные составляли 58,92 % населения независимо от расы.
В составе 38,50 % из общего числа домашних хозяйств проживают дети в возрасте до 18 лет, 56,30 % домашних хозяйств представляют собой супружеские пары проживающие вместе, 12,70 % домашних хозяйств представляют собой одиноких женщин без супруга, 25,80 % домашних хозяйств не имеют отношения к семьям, 23,70 % домашних хозяйств состоят из одного человека, 11,50 % домашних хозяйств состоят из престарелых (65 лет и старше), проживающих в одиночестве. Средний размер домашнего хозяйства составляет 2,80 человека, и средний размер семьи 3,33 человека.
Возрастной состав округа: 32,10 % моложе 18 лет, 8,50 % от 18 до 24, 23,60 % от 25 до 44, 20,80 % от 45 до 64 и 20,80 % от 65 и старше. Средний возраст жителя округа 34 лет. На каждые 100 женщин приходится 98,50 мужчин. На каждые 100 женщин старше 18 лет приходится 98,10 мужчин.
Средний доход на домохозяйство в округе составлял 24 744 USD, на семью — 29 066 USD. Среднестатистический заработок мужчины был 26 351 USD против 20 200 USD для женщины. Доход на душу населения составлял 12 050 USD. Около 18,60 % семей и 23,00 % общего населения находились ниже черты бедности, в том числе — 28,20 % молодёжи (тех, кому ещё не исполнилось 18 лет) и 17,30 % тех, кому было уже больше 65 лет.